# Peronella affinis
Peronella affinis is een zee-egel uit de familie Laganidae.
De wetenschappelijke naam van de soort werd in 1840 gepubliceerd door John McClelland.